# Coussapoa glaberrima
Coussapoa glaberrima är en nässelväxtart som beskrevs av Burger. Coussapoa glaberrima ingår i släktet Coussapoa och familjen nässelväxter. Inga underarter finns listade i Catalogue of Life.